# Стренга, Янис
Янис Стренга (латыш. Jānis Strenga, 5 февраля 1986, Сигулда) — латвийский бобслеист, разгоняющий, выступает за сборную Латвии с 2008 года. Чемпион Олимпийских игр 2014 года и бронзовый призёр Олимпийских игр 2018 года, дважды чемпион мира среди юниоров, неоднократный победитель и призёр национальных первенств, различных этапов Кубка мира и Европы.

## Биография
Янис Стренга родился 5 февраля 1986 года в городе Сигулда. Активно заниматься бобслеем начал в 2008 году, пройдя отбор в национальную сборную и присоединившись к ней в качестве разгоняющего. В январе 2009 года принял участие в заездах юниорского чемпионата мира, на трассе немецкого Кёнигсзее боролся за попадание на призовые позиции, но в итоге расположился в зачёте четвёрок на пятой строке. Спустя год дебютировал в Кубке Европы, на трассе швейцарского Санкт-Морица с двойкой показал пятнадцатое время, тогда как на молодёжном мировом первенстве был четырнадцатым среди двухместных экипажей и восьмым среди четырёхместных.
Однако затем в карьере Стренги наступил некоторый спад, он не смог пробиться на зимние Олимпийские игры 2010 года в Ванкувер и целый сезон вынужден был проводить на второстепенных менее значимых стартах вроде европейского кубка. В ноябре на этапе Кубка Европы в австрийском Иглсе завоевал свою первую медаль, серебряную в зачёте четвёрок, а неделю спустя на этапе в итальянской Чезане добавил в послужной список бронзу. Через год взял ещё три серебряные награды, к началу 2011 года попал в элиту мирового бобслея, в частности, дебютировал в Кубке мира и впервые поучаствовал в заездах взрослого чемпионата мира, показав на трассе немецкого Кёнигсзее четырнадцатое время. В декабре выиграл первую медаль мирового кубка, бронзовую на этапе в Винтерберге, тогда как на остальных этапах неизменно присутствовал в десятке сильнейших. В 2012 году триумфально выступил на молодёжном чемпионате мира в Иглсе, одержав победу сразу в обеих дисциплинах, как в двойках, так и четвёрках. На взрослом мировом первенстве в американском Лейк-Плэсиде тоже боролся за призовые позиции, но после двух попыток команда вынуждена была отказаться от дальнейших состязаний.
После дисквалификации Международным олимпийским комитетом Александра Зубкова и ряда российских бобслеистов за нарушение антидопинговых правил, результаты показанные на Олимпийских играх 2014 года были аннулированы. В 2019 году произошло перераспределение медалей, в котором латвийская бобслейная четвёрка стала чемпионом игр.
Занимался также бегом на короткие дистанции у тренеров Илзе Авотини и Кришьяниса Куплиса (пробегал 60 метров за 7 секунд и 100 метров за 11,5 секунды). Окончил Сигулдскую государственную гимназию и Латвийскую спортивно-педагогическую академию.